# Semence
Die Semence ist ein Fluss in Frankreich, der im Département Saône-et-Loire in der Region Bourgogne-Franche-Comté verläuft. Sie entspringt einem kleinen See am östlichen Ortsrand von Verosvres, entwässert generell Richtung Nordnordwest entlang der Route nationale 79 durch die Landschaft des Charolais und mündet nach rund 19 Kilometern im Gemeindegebiet von Charolles als rechter Nebenfluss in die Arconce.

## Orte am Fluss
- Verosvres
- Chevannes, Gemeinde Verosvres
- Replat, Gemeinde Beaubery
- La Fourche, Gemeinde Vendenesse-lès-Charolles
- Vendenesse-lès-Charolles
- Montot, Gemeinde Vaudebarrier
- Charolles

## Sehenswürdigkeiten
- Château du Terreau, Schloss mit Teilen aus dem 13. Jahrhundert bei Vorosvres – Monument historique[4]
- Flussmündung in Charolles: Der Mündungsarm der Semence wird in einem offenen Stadtkanal zu einer Wehranlage im Zentrum geführt. Die pittoreske Flussmündung wird manchmal auch als Klein-Venedig bezeichnet. Der ursprüngliche Mündungsarm ist noch vorhanden und wird bei Hochwasser zur Ableitung der Wassermengen verwendet.

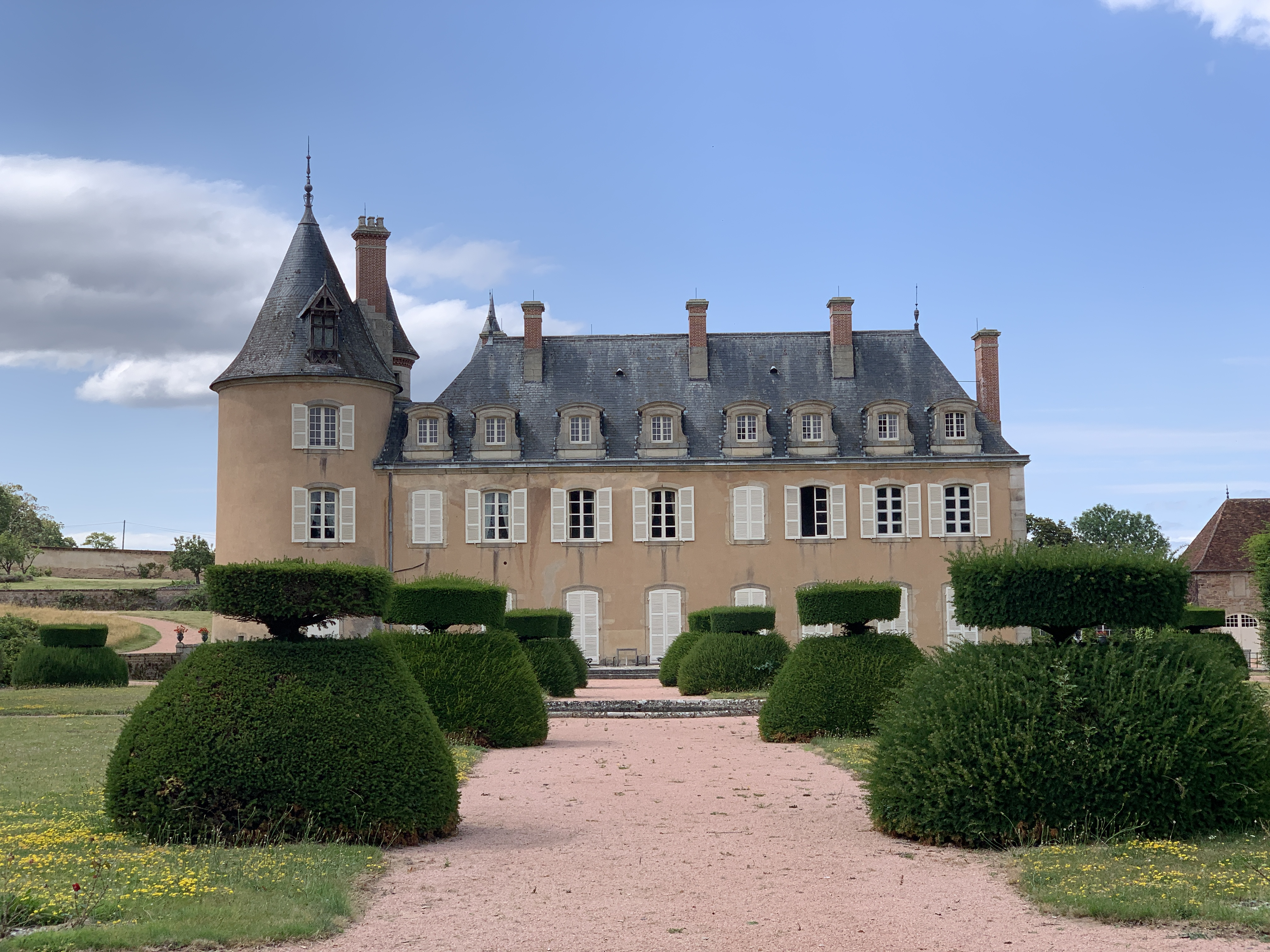
Das Schloss Château du Terreau
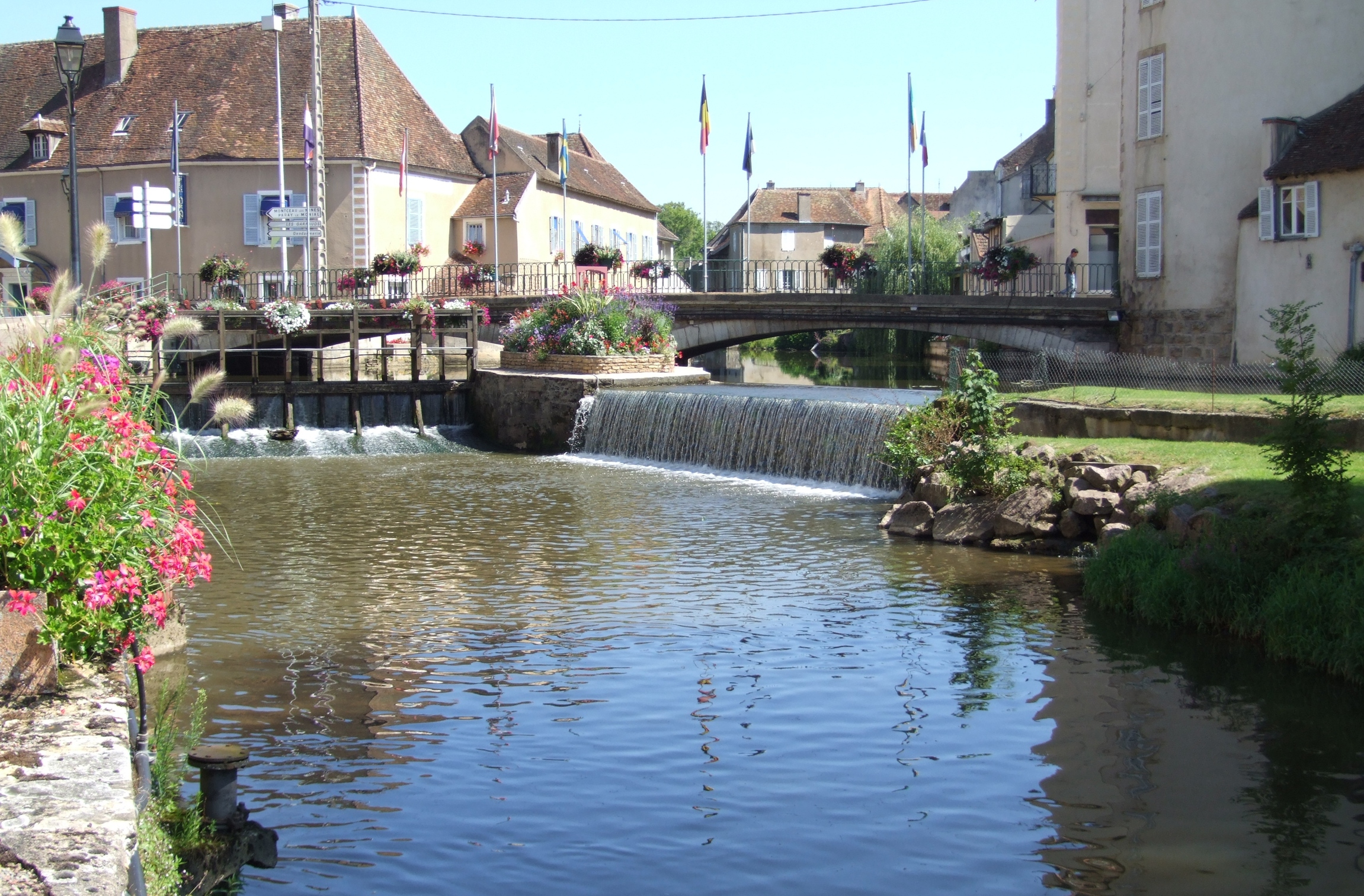
Die Flussmündung in Charolles ("Petite Venise")